# Клутье, Гэри
Гэри Клутье (фр. Gary Cloutier, родился в 1962 году, Род-Айленд, США) — американский политический деятель, мэр города Вальехо (Калифорния) с 4 декабря 2007 года.
Родился и вырос в Род-Айленде, США, защитил степень бакалавра политологии в Брауновском университете, так же получил юридическое образование в Университете Саффолка. Работал в городском совете Вальехо восемь лет, был помощником сенатора Claiborne Pell. 21 ноября 2007 года избран в мэры от Демократической партии США.